# 도쿄 15구

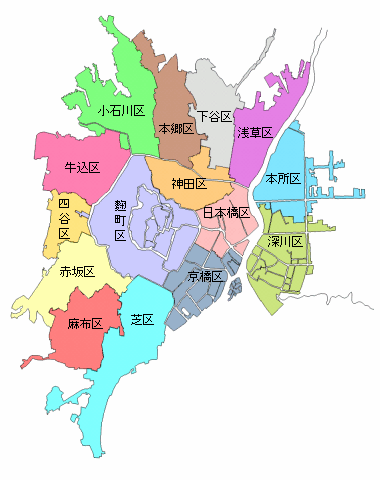
1878년(메이지 11년) 군구정촌 편제법에 따라 창설된 직후 도쿄 15구의 행정지도.

도쿄 15구(일본어: 東京15区)는 1878년 7월 22일 군구정촌 편제법에 따라 설치된 도쿄부의 구이자 시제에 따른 도쿄시의 행정구(시역 확장 이전 전체), 도쿄도제에 따른 도쿄도 행정구의 일부인 15개 구를 통틀어 말하는 명칭이다. 군구정촌 편제법 실시 당시와 도쿄시 수립 당시 범위에 차이가 있다. 도쿄시의 영역이 확장되며 20개 구가 신설되어 도쿄 35구로 불리고 나서부터는 도쿄 15구를 구 시역(旧市域)이라 부르기도 했다.
도쿄 15구는 고지마치구, 간다구, 니혼바시구, 교바시구, 시바구, 아자부구, 아카사카구, 요쓰야구, 우시고메구, 고이시카와구, 혼고구, 시타야구, 아사쿠사구, 혼조구, 후카가와구로 구성되어 있다.
각 구의 배치 순서는 고쿄가 있는 고지마치구를 기준으로 "の" 모양을 그리도록 지정된 것으로, 공식석상에서는 반드시 위 순서대로 구를 열거했다. 또한 "근교 6군"이라 부르는 에바라군, 미나미토시마군, 히가시타마군(1896년 미나미토시마군과 히가시타마군은 도요타마군으로 병합), 기타토시마군, 미나미아다치군, 미나미카쓰시카군도 서남쪽부터 동남쪽을 향해 시계방향으로 큰 원호를 그리도록 배치하였다.

## 역사
1872년 1월 8일, 도쿄 시내에 6개 대구, 97개 소구를 설치한다는 대구소구제를 실시했으나 제대로 정착되지 않았다. 1878년 11월 2일 도쿄부에서 군구정촌 편제법을 시행하면서 15개 구가 설치되었다. 당초 범위는 구 슈비키 안쪽 지역이었으며 스비미키(에도의 마치부교 관할 지역) 지역도 포괄하였다.
1888년 법률로 제정된 시정촌제는 각 부현에 적용되기 시작했는데, 도쿄도에서는 1889년 4월 1일 시제, 정촌제가 실시되여 일부 구의 행정구역이 변경되며 확대되었다. 하지만 원래 구 15구에 속했던 일부 지역은 근교 6군의 각 정촌에 합병되기도 하였다. 이 당시 범위가 당시 도쿄시의 범위이며, 도쿄 15구는 도쿄시의 행정구역으로 이관되었다.
1932년 10월 1일 도쿄시는 주변 정촌을 흡수해 신규 20개 구를 창설, 도쿄시 시가지라 부르는 도쿄 35구가 탄생하였다. 이후 발족 당시 처음부터 있었던 도쿄 15구를 구시역, 새로 추가된 도쿄 20구를 신시역으로 구분해 부르기도 했다. 1943년 7월 1일에는 도쿄도제가 실시되어 도쿄부, 도쿄시가 폐지되며 도쿄 15구는 도쿄도의 행정구로 이관되었다.
1947년 3월 15일 발족 당시 도쿄 15구 전체와 신설 20구 중 9개 구 등 총 24개 구가 11개 구로 재편되어 도쿄 22구가 되었다. 그 해 9월 일본 지방자치법 실시로 22개 구는 일반행정구에서 특별구로 전환되었다. 이 구 개편으로 기존 도쿄 15구의 명칭 흔적이나 구분이 사라졌다.

## 같이 보기
- 도쿄시 (도쿄 35구)
- 도쿄도 구부 (도쿄 23구)